# Dustin Milligan

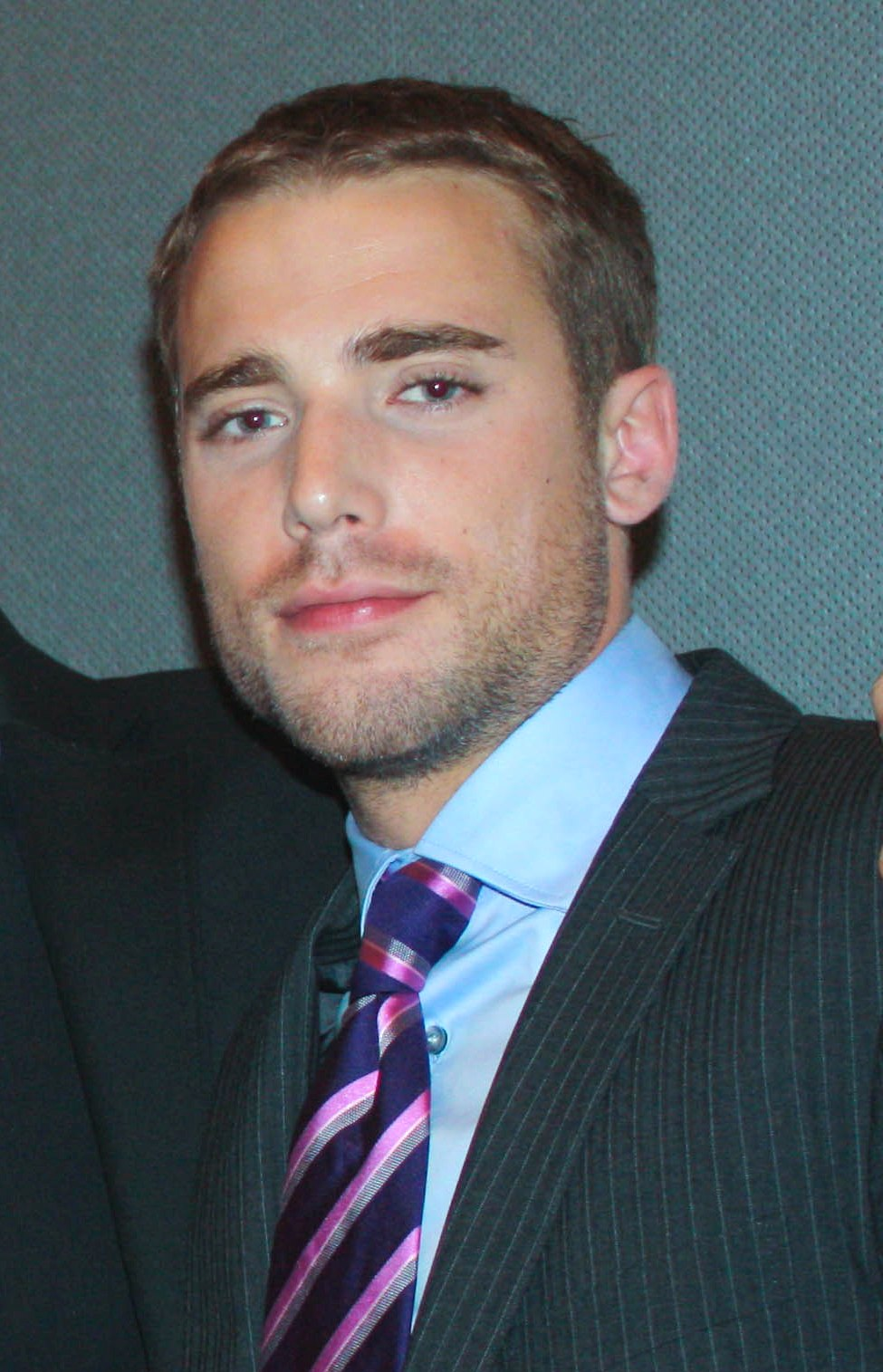
Milligan (2011)

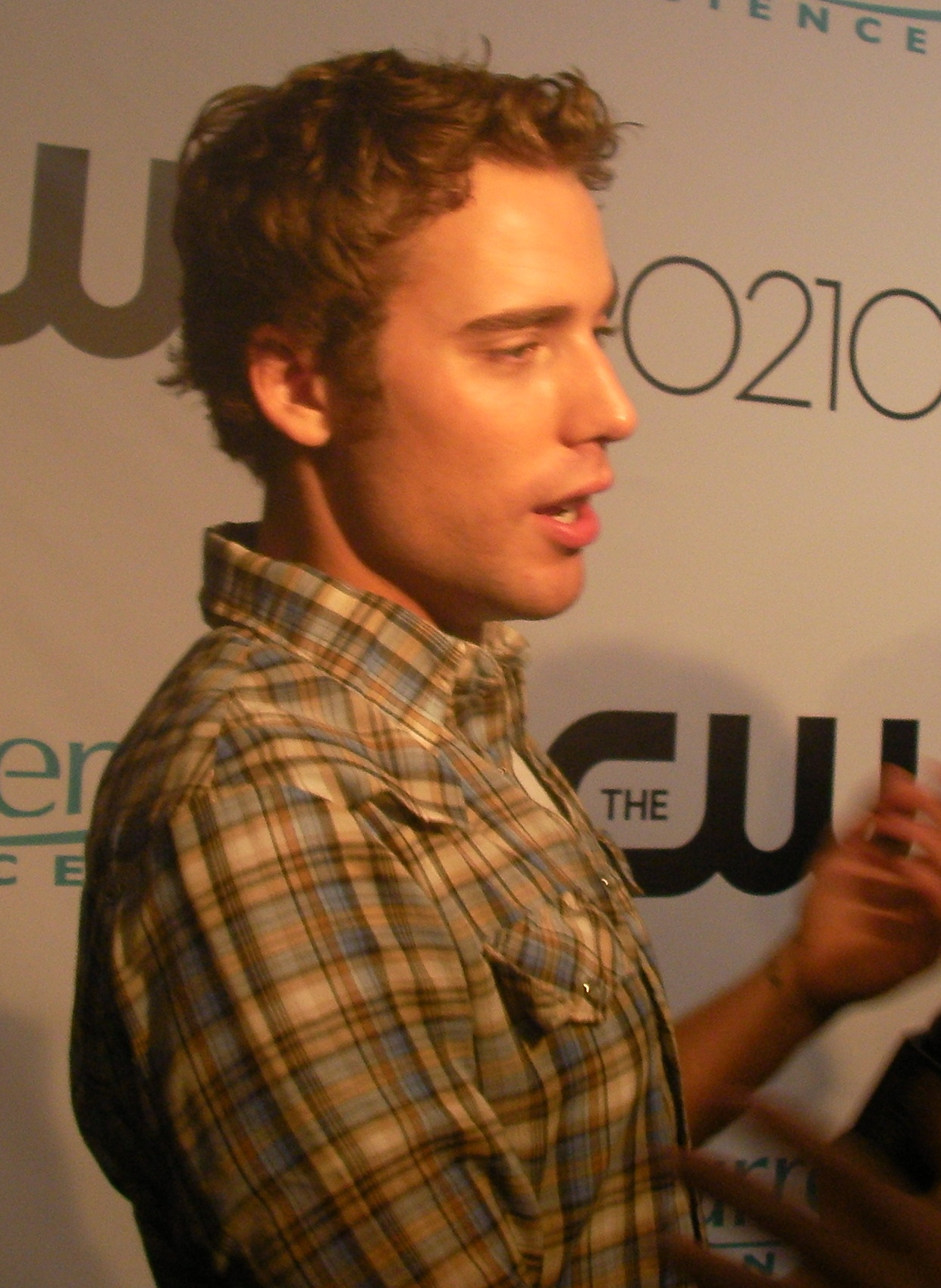
Milligan (2008)

Dustin Milligan (* 28. Juli 1985 in Yellowknife, Nordwest-Territorien, Kanada) ist ein kanadischer Schauspieler.

## Karriere
Milligan bekam im September 2006 vom Fernsehsender The CW das Angebot in der Serie Runaway mitzuspielen. Nach drei Episoden wurde die Serie im Oktober 2006 abgesetzt. Er spielte bis heute in rund 26 Filmen und Serien mit.
2008 und 2009 spielte er in der ersten Staffel der Serie 90210 mit, einer Fortsetzung der Serie Beverly Hills, 90210.

## Filmografie (Auswahl)
Filme
- 2004: Perfect Romance
- 2005: Hush
- 2005: The Long Weekend
- 2005: A Perfect Note
- 2006: Man About Town
- 2006: Slither – Voll auf den Schleim gegangen
- 2006: Eight Days to Live
- 2006: Nostalgia Boy
- 2006: Butterfly Effect 2
- 2007: In the Land of Women
- 2007: The Messengers
- 2007: Spiel mit der Angst
- 2008: Eve
- 2009: Ausgequetscht
- 2010: Repeaters – Tödliche Zeitschleife (Repeaters)
- 2011: Shark Night 3D
- 2012: A Christmas Love Story
- 2013: Ferocious – Ruhm hat seinen Preis (Ferocious)
- 2015: Demonic – Haus des Horrors
- 2016: Me Him Her
- 2016: Das Glück des Augenblicks (A Family Man)
- 2018: Nur ein kleiner Gefallen (A Simple Favor)
- 2022: Mack & Rita
- 2022: The People We Hate at the Wedding
- 2024: Hot Frosty
- 2024: Operation Taco Gary’s

Serien
- 2004: Dead Like Me – So gut wie tot
- 2004: Andromeda
- 2005: Da Vinci’s City Hall
- 2006: The Dead Zone
- 2006: Runaway
- 2008: About A Girl
- 2008: Supernatural
- 2008–2009: 90210
- 2013: Motive (1 Folge)
- 2014: Math Bites
- 2015–2020: Schitt’s Creek (42 Folgen)
- 2015–2016: X Company (Fernsehserie, 18 Episoden)
- 2016–2017: Dirk Gentlys holistische Detektei (Dirk Gently’s Holistic Detective Agency)
- 2019: Into the Dark (Episode 2x03 Ein fieses Stück Arbeit)
- 2020: RuPaul’s Secret Celebrity Drag Race (1 Episode)
- 2023: Fubar (Fernsehserie)